# Ormosia clavata
Ormosia clavata är en tvåvingeart som först beskrevs av Tonnoir 1920.  Ormosia clavata ingår i släktet Ormosia och familjen småharkrankar. Arten är reproducerande i Sverige. Inga underarter finns listade i Catalogue of Life.